# Wörther Weiher
Der Wörther See, auch Wiflinger Weiher oder schlicht Baggerweiher genannt, ist ein Badesee in der Gemeinde Wörth des bayerischen Landkreises Erding.

## Lage und Beschreibung
Der Wörther See liegt zwischen den Flussläufen der Sempt etwa 50 Meter im Westen und der Schwillach etwa 100 Meter im Osten auf einer Höhe von 481 m ü. NHN. Die nächsten Orte sind das Kirchdorf Wifling der Gemeinde Wörth etwa 600 Meter im Südwesten und das namengebende Pfarrdorf der Gemeinde etwa einen Kilometer im Nordosten, die jeweils auf den Flussufern gegenüber stehen. Die sehr flache Umgebung gehört zum Naturraum Isen-Sempt-Hügelland, einem Unterraum der Isar-Inn-Schotterplatten. Geologisch liegt er in den Schmelzwasserschottern der Würm-Kaltzeit, zu deren inzwischen eingestelltem Abbau er auch seit den 1970er Jahren als Baggersee entstand.
Der 3,2 ha große Wörther See hat ungefähr quadratischen Grundriss mit etwa 200 Metern Länge der Seiten im Nordnordwesten, Ostnordosten, Südsüdosten und Westsüdwesten. Die südliche Ecke ist abgerundet und es springt von ihr sogar eine kleine Halbinsel in den See vor. Dort gibt es auch ein Kiosk. Eine mit wenigen Bäumen durchsetzte Liegewiese erstreckt sich von dort an der Sempt-Seite des Sees entlang, die an den Galeriewald entlang des Flusses grenzt. An dieser Seite fällt auch der Seeboden nur flach ab, an allen anderen steht Ufergehölz. Einen Bade-Wachdienst gibt es am Wochenende bei gutem Badewetter an den Nachmittagen.
Im Süden und Norden liegt jeweils ein Parkplatz, zudem ist der See auch zu Fuß von den beiden Nachbardörfern aus über Gehwege erreichbar, welche die zwei Flüsse über nahe Stege queren.
Der See liegt im Landschaftsschutzgebiet Sempt- und Schwillachtal.